# Гетльнар
Гетльнар (ісл. Hellnar) — старовинне рибальське село на заході Ісландії, розташоване на півострові Снайфедльснес.
Перша згадка про населений пункт датується бл. 1560. Довгий час Гетльнар був основним пунктом для заходу рибальських суден на півострові. Тут розташовувалися ферми селян, велася торгівля із прибулими. За переписом 1703 року населення становило 194 особи, які володіли 38 господарствами (у тому числі сільськогосподарськими та рибальськими).

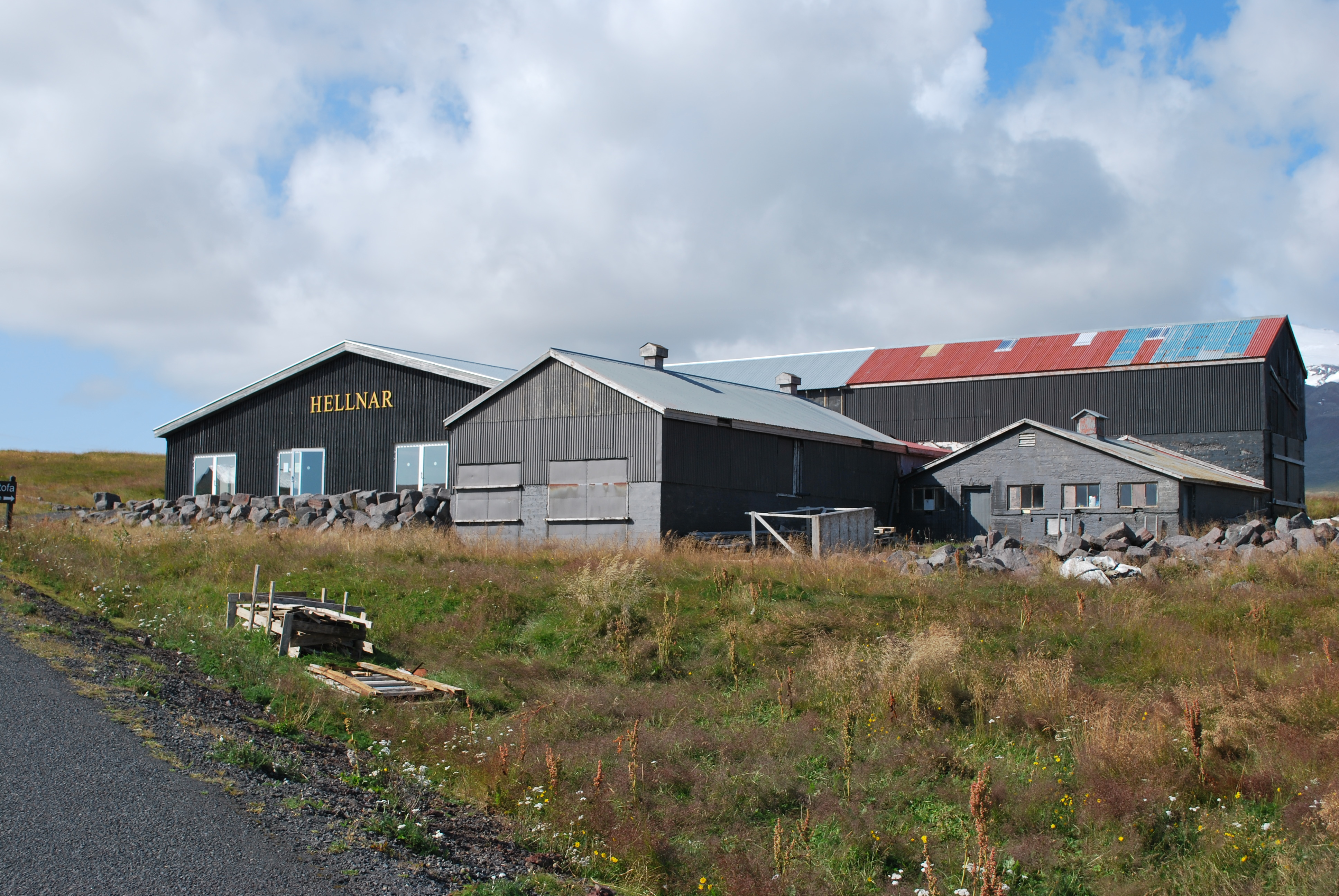
Місцевий музей

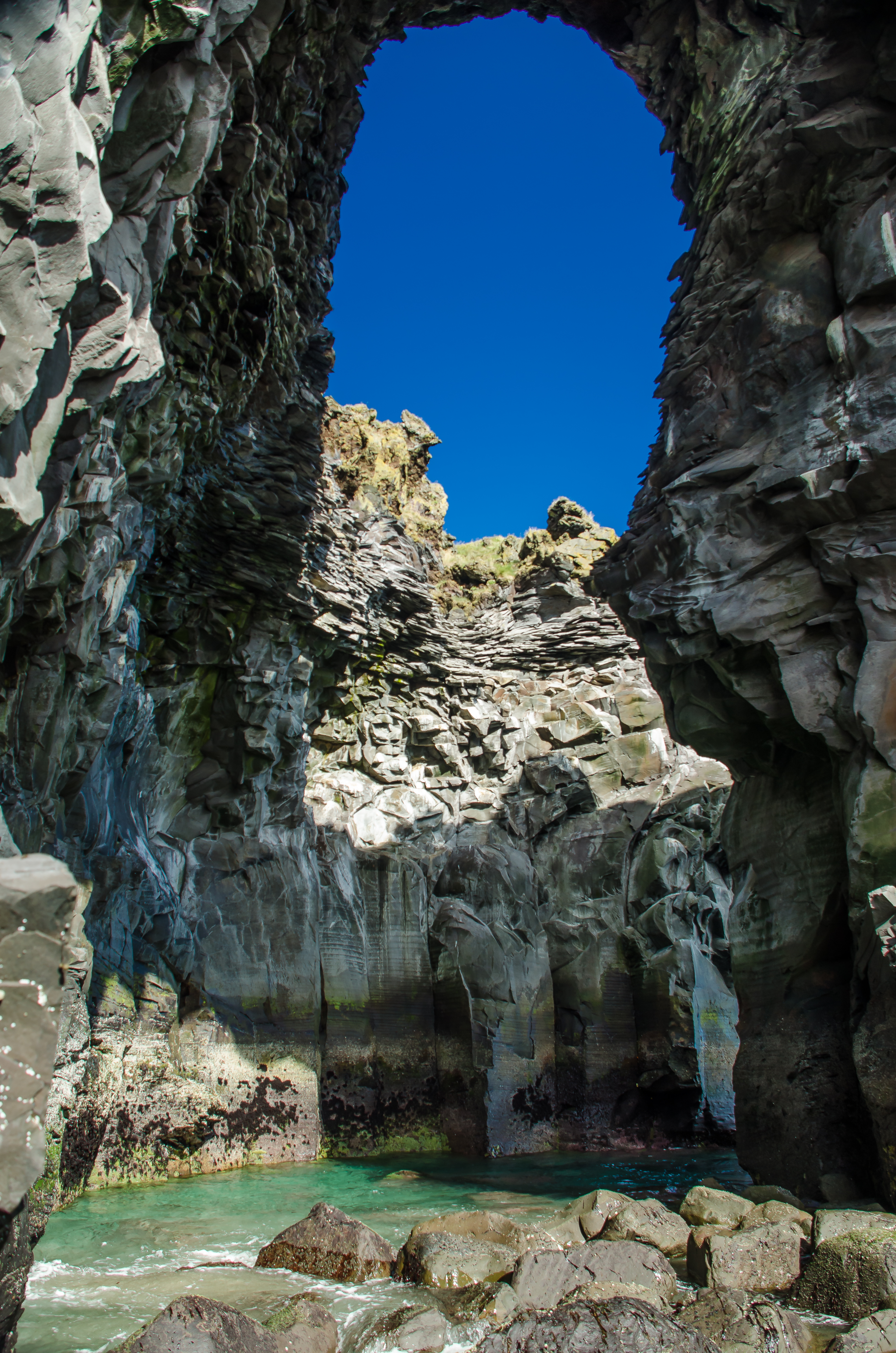
Вхід до печери Бадсдова

Нині Гетльнар по суті перетворено на музей. Неподалік села лежить льодовик Снайфетльсйокутль. З інших пам'яток варто згадати печеру Бадстова (ісл. Baðstofa), освітлення всередині якої змінюється залежно від часу доби; а також невелике джерело, присвячене Діві Марії.
Є музей, готель, кафе, відкриті влітку. Є маленький цвинтар.